# Lukas Löfquist
Lukas Löfquist, född 16 januari 1996 i Stockholm, är en svensk professionell ishockeyspelare som spelar för Landshut Cannibals i tyska andra ligan, DEL2.